# Clostridien-Vakzine
Eine Clostridien-Vakzine ist ein Impfstoff für Schafe und Rinder, der vor Krankheiten durch Toxine von anaeroben Bakterien aus der Gattung Clostridium schützt. Die Verabreichung erfolgt an trächtige Mutterschafe vier bis sechs Wochen vor dem Ablammen. Sie erzeugen eine passive Immunität durch maternale Antikörper, welche über das Kolostrum an die Lämmer weitergegeben werden. Die Immunität setzt zwei Wochen nach der Injektion ein und besteht für ein Jahr.
Clostridien-Vakzinen für Wiederkäuer enthalten Endotoxine mehrerer Clostridien-Arten:
- Clostridium chauvoei (Auslöser des Rauschbrands)
- Clostridium haemolyticum
- Clostridium novyi (Auslöser des Deutschen Bradsots)
- Clostridium perfringens (Auslöser von Lämmerdysenterie, Struck und Breinierenkrankheit)
- Clostridium septicum (Auslöser des Pararauschbrands)
- Clostridium sordellii (Auslöser des malignen Ödems)
- Clostridium tetani (Auslöser des Wundstarrkrampfs)

Für Schweine existiert ein Impfstoff, der neben Clostridium perfringens Typ A auch Toxoid von Clostridioides difficile Typ A und B enthält, sowie ein Impfstoff mit Clostridium perfringens Typ A, B und C und drei Antigenen von Escherichia coli.

## Handelsnamen
- Bravoxin 10 für Rinder und Schafe (Hersteller MSD Intervet)
- Suiseng Diff/A  für Schweine (HIPRA): Clostridium perfringens und Clostridioides difficile
- Gletvax 6 für Schweine (Zoetis): Clostridium perfringens und Escherichia coli